# Trietanolamin
Trietanolamin, C6H15NO3, ofta förkortat TEA, är en viskös organisk förening som är både en tertiär amin och en triol. En triol är en molekyl med tre alkoholgrupper. Trietanolamin är en stark bas. Trietanolamin kan också förkortas TEOA, vilket kan bidra till att skilja den från trietylamin. Den är en hygroskopisk, färglös förening, även om den i vissa fall har gulaktig färg på grund av föroreningar och med fiskliknande lukt.

## Framställning
Trietanolamin framställs genom reaktionen av etylenoxid med vattenhaltig ammoniak, då även etanolamin och dietanolamin produceras. Förhållandet av produkterna kan regleras genom att ändra stökiometrin för reaktanterna.

## Användning
Trietanolamin används i första hand som emulgeringsmedel och tensid. Den är en vanlig ingrediens i material som används för såväl industri- som konsumentprodukter. Trietanolamin neutraliserar fettsyror, justerar och buffrar pH och solubiliserar oljor och andra ingredienser, som inte är helt lösliga i vatten. Några vanliga produkter i vilka trietanolamin påträffas är tvättmedel, flytande diskmedel, vanliga rengöringsmedel, handrengöringsmedel, polish, metallbearbetningsvätskor, färger, rakkräm och tryckfärger.

### Cementproduktion
Trietanolamin används också som organiskt tillsatsmedel vid slipning av cementklinker. Det underlättar malningsprocessen genom att förhindra agglomerering och fästning av pulvret vid ytan av kulor och kvarnväggen.

### Kosmetika och medicin
Olika öronsjukdomar och infektioner behandlas med örondroppar innehåller trietanolamin-polypeptid-oleat-kondensat. Inom farmakologin, är trietanolamin den aktiva ingrediensen i vissa örondroppar som används för behandling av öronvax. Den fungerar också som en pH-balanserare i många olika kosmetiska produkter - allt från rengöringskrämer och -mjölker, hudkrämer, ögongeler, fuktmedel, schampo, rakskum etc. TEA är en ganska stark bas där en 1-procentig lösning har ett pH på cirka 10, under det att pH-värdet i huden är under pH 7.

### Laboratorie och fotografering
En annan vanlig användning av TEA är som ett komplexbildande medel för aluminiumjoner i vattenlösningar. Denna reaktion används ofta för att maskera sådana joner före komplexometriska titreringar med ett annat kelateringsmedel såsom EDTA. TEA har också använts vid fotografisk (silverhalid) bearbetning. Den har lanserats som en användbar alkali av amatörfotografer.

### Holografi
TEA används för att tillhandahålla en ökad känslighet hos hologram baserade på silverhalogenidemulsioner och som ett svällningsmedel för färgskiftning i hologram.

### Strömlös plätering
TEA är nu vanligt och användes mycket effektivt som ett komplexbildande medel för strömlös plätering.